# Chlorochaeta mariae
Chlorochaeta mariae là một loài bướm đêm trong họ Geometridae.